# Yves Nza-Boutamba
Yves Nza-Boutamba (ur. 27 stycznia 1974) – gaboński piłkarz grający na pozycji napastnika.

## Kariera klubowa
W swojej karierze piłkarskiej Boutamba grał między innymi w tunezyjskim klubie Espérance Zarzis.

## Kariera reprezentacyjna
W 2000 roku Boutamba został powołany do reprezentacji Gabonu na Puchar Narodów Afryki 2000. Tam był rezerwowym i nie rozegrał żadnego spotkania.